# Acetati (azienda)
La Acetati S.p.A. è stata un'importante azienda chimica italiana appartenente al gruppo Mossi & Ghisolfi.

## Storia
Venne fondata nel febbraio 1989 dalla GEPI e dal gruppo Mossi & Ghisolfi, acquisendo la società Taban in liquidazione, per il riavvio delle attività produttive di acetato di cellulosa nello stabilimento di Pallanza (ex Montefibre). Nel luglio 1989 la Taban venne fusa per incorporazione in Acetati. Negli anni successivi il pacchetto azionario di Acetati venne acquisito interamente dal gruppo Mossi & Ghisolfi con la conseguente uscita di scena della GEPI.
A seguito di un andamento altalenante del mercato dell'acetato di cellulosa, causato dalla crisi che ha colpito il settore industriale (specie quello chimico) negli ultimi anni, l'azienda ha cessato le sue produzioni in data 31 dicembre 2010. Attualmente lo stabilimento è in fase di dismissione, con gli impianti fermi e controllati per evitare rischi di contaminazione ambientale.

## Produzioni
L'azienda ha fatto parte di una delle due business unit del gruppo, denominata Acetati, relativa alla produzione di acetato di cellulosa per uso tessile e per materie plastiche.